# Fésűs rendezés
A fésűs rendezés (combsort) algoritmus egy tömb elemeinek sorba rendezésére. A buborékrendezés egy javított módszere. A buborékrendezés talán az összes rendezési algoritmus közül a legrosszabb, azonban egy egyszerű módosítással úgy felgyorsítható, hogy a gyorsrendezés sebességével vetekszik. Az eredeti fésűs rendezést Stephen Lacey és Richard Box fejlesztette, és a Byte Magazine publikálta 1991-ben.

## Példakód
C# kódja:
```
 
int
 
gap
=
n
;
                                
//az a táv, mely az összehasonlítandókat elválasztja

 
for
 
(;;)

     
{

         
gap
=
(
gap
*
10
)
/
13
;
                  
//konvertál egészre ha kell

         
if
 
(
gap
==
9
 
||
 
gap
==
10
)
 
gap
=
11
;

         
if
 
(
gap
<
1
)
 
gap
=
1
;

         
bool
 
csere_volt
=
false
;

         
for
 
(
int
 
i
=
0
;
 
i
<
n
-
gap
;
 
i
++
)

             
{

                 
int
 
j
=
i
+
gap
;

                 
if
 
(
a
[
i
]
>
a
[
j
])

                     
{

                         
int
 
cs
=
a
[
i
];

                         
a
[
i
]
=
a
[
j
];

                         
a
[
j
]
=
cs
;

                         
csere_volt
=
true
;

                     
}

             
}

                 
if
 
(
gap
==
1
 
&&
 
!
csere_volt
)
 
break
;

    
}

```

10 ezer elemű tömbön végzett kísérletek szerint a fésűs rendezés alig rosszabb a gyorsrendezésnél (10%-kal); a változtatás a buborékrendezéshez képest
nem nagy. Ugyanakkor nem kell gondoskodni az eleve rendezett esetről, ami a gyorsrendezést nagyon lelassítja. A gap beállításával először a távollevő elemeket rendezzük. Ezután a gap csökken, míg végül egy lesz. Ez esetben azonos a program a buborékrendezéssel; következésképpen korrekt. Lacey és Richard Box megmutatta, hogy a gap minden lépésben 1,3-mal osztandó. Továbbá felfedezték, hogy 9 és 10 nem alkalmas gap-nek, és 11-gyel helyettesítendő.